# Florence Henderson
Florence Agnes Henderson (Dale,Spencer megye, Indiana, 1934. február 14. – Los Angeles, Kalifornia, 2016. november 24.) amerikai színésznő és énekesnő volt. Carol Brady szerepéről volt ismert a The Brady Bunch című sitcomban. Több filmben és televíziós sorozatban is szerepelt, több valóságshowban, vetélkedőben és talk show-ban volt vendég, illetve saját főző- és varietéműsorai is voltak. Szerepelt a Dancing with the Stars amerikai változatában is. 2016-ban hunyt el szívelégtelenség következtében. 82 éves volt.

## Élete
Tíz gyermek közül ő volt a legfiatalabb. 1934. február 14-én született az indianai Dale-ben. Szülei Elizabeth és Joseph Henderson voltak. A nagy gazdasági világválság idején anyja megtanította énekelni. Henderson ekkor két éves volt. 12 éves korában kezdett énekelni a helyi élelmiszerboltokban.
A St. Francis Academy (Owensboro, Kentucky) tanulójaként érettségizett 1951-ben. Nem sokkal ezután New Yorkba költözött, és az American Academy of Dramatic Arts-on folytatta tanulmányait.
Karrierje elején olyan musicalekben játszott, mint az Oklahoma!, a South Pacific, a Wish You Were Here és a Fanny.

## Magánélete
1956-ban házasodott össze első férjével, Ira Bernstein-nel. Négy gyerekük született. 1985-ben elváltak. 1987-ben házasodott össze Dr. John George Kappas pszichiáterrel. Kappas 2002-ben elhunyt. Hendersonnak öt unokája volt.

## Halála
2016. november 24-én hunyt el a Los Angeles-i Cedars-Sinai Medical Center kórházban. 82 éves volt. Az ezt megelőző napon került kórházba. Menedzsere, Kayla Pressman szerint szívelégtelenség következtében hunyt el.